# 立法院第一屆立法委員名單 (第三次增額期間)
中華民國第一屆立法院1981年2月至1984年1月間任職的立法委員，包括1948年第1屆立法委員選舉選出者及其遞補者、1969年第1屆增選立法委員選舉選出者、以及1980年第1屆第3次增額立法委員選舉當選的97位新科立委（含27名總統遴選之海外僑選立委）。

## 會期
該期間共有6次會期，其起訖日期如下：
1. 第1屆第67會期：1981年2月24日－1981年7月24日
2. 第1屆第68會期：1981年9月15日－1982年1月15日
3. 第1屆第69會期：1982年2月19日－1982年7月23日
4. 第1屆第70會期：1982年9月21日－1983年1月14日
5. 第1屆第71會期：1983年2月25日－1983年7月20日
6. 第1屆第72會期：1983年9月23日－1984年1月13日

## 委員組成
由於中華民國政府遷台後特殊的動員戡亂時期選舉機制，該時期於立法院服務之立法委員包含由1948年、1969年、1980年等三次選舉選出之委員。三次選舉中，各選區選舉方式又因不同選區而有不同，以下選區類別資料以1982年2月之立法委員組成為例。
| 選舉                          | 選區類別         | 席次 | 席次 | 席次 |
| ----------------------------- | ---------------- | ---- | ---- | ---- |
| 1948年·第1屆立法委員          | 中国大陆選區選出 | 247  | 307  | 412  |
| 1948年·第1屆立法委員          | 中国大陆選區遞補 | 56   | 307  | 412  |
| 1948年·第1屆立法委員          | 臺灣選區選出     | 4    | 307  | 412  |
| 1969年·第1屆增選立法委員      | 臺灣選區選出     | 8    | 8    | 412  |
| 1980年·第1屆第3次增額立法委員 | 臺灣選區選出     | 70   | 97   | 412  |
| 1980年·第1屆第3次增額立法委員 | 總統遴選選出     | 27   | 97   | 412  |

其中由臺灣人選出者（共82人）僅佔所有委員中不到百分之二十（20%）。

## 資深委員名單
以下為1948年第1屆立法委員選舉所選出及後續遞補仍於1982年2月任職名單：

### 各省市區域立委
| - 林棟（江蘇省第1選區，1998年3月16日逝世） - 周紹成（江蘇省第1選區，1991年11月16日逝世） - 于錫來（江蘇省第1選區，1990年7月1日逝世） - 周厚鈞（江蘇省第1選區，1981年10月12日逝世） - 仲肇湘（江蘇省第3選區，1998年7月19日逝世） - 儲家昌（江蘇省第4選區，2009年12月12日逝世） - 封中平（江蘇省第4選區，1995年1月22日逝世） - 謝承炳（江蘇省第4選區，2003年逝世） - 韓同（江蘇省第5選區，1994年9月12日逝世） - 汪寶瑄（江蘇省第6選區，1991年1月29日逝世） - 牛踐初（江蘇省第6選區，1995年2月11日逝世） - 龐壽峯（江蘇省第6選區，1982年6月12日逝世） - 王子蘭（江蘇省第7選區，1992年1月31日逝世） - 王德箴（江蘇省婦女，2009年11月30日逝世） - 陳桂清（江蘇省第2選區，遞補，1995年4月6日逝世） - 陳洪（江蘇省第2選區，遞補,1997年逝世） - 李煥之（江蘇省第2選區，遞補，1983年10月4日逝世） - 徐漢豪（江蘇省第3選區，遞補，1984年12月27日逝世） - 喬一凡（江蘇省第5選區，遞補，1995年5月4日逝世） - 趙淑嘉（江蘇省婦女，遞補，1984年4月1日逝世） - 劉湘女（浙江省第1選區，1990年12月28日逝世） - 陳蒼正（浙江省第3選區，1996年6月10日逝世） - 倪文亞（浙江省第3選區，2006年6月3日逝世） - 樓桐孫（浙江省第4選區，1992年7月26日逝世） - 陳正修（浙江省第4選區，1991年5月9日逝世） - 劉譜人（浙江省婦女，1982年3月1日逝世） - 錢英（浙江省婦女，1995年2月10日逝世） - 沈友梅（浙江省第2選區，遞補，1994年3月27日逝世） - 劉子鵬（浙江省第4選區，遞補，1993年11月7日逝世）（青） - 姜紹謨（浙江省第4選區，遞補，1981年4月27日逝世） - 張慶楨（安徽省第1選區，2005年逝世） - 范苑聲（安徽省第2選區，1990年7月9日逝世） - 汪新民（安徽省第2選區，1999年7月25日逝世） - 佘凌雲（安徽省第2選區，1982年7月20日任內逝世） - 汪少倫（安徽省第3選區，1981年7月12日任內逝世） - 徐中嶽（安徽省第4選區，1982年11月14日任內逝世） - 仝道雲（安徽省婦女，1994年10月28日逝世） - 魏壽永（安徽省第1選區，遞補，1983年4月28日任內逝世） - 朱世龍（安徽省第3選區，遞補，1982年3月11日任內逝世） - 汪秀瑞（安徽省婦女，遞補，2002年6月13日逝世） - 黃強（江西省第1選區，1989年12月1日逝世） - 劉實（江西省第2選區，1997年9月24日逝世） - 周雍能（江西省第4選區，1986年3月19日逝世） - 涂公遂（江西省第4選區，1992年8月15日逝世） - 曾華英（江西省婦女團體，遞補，2000年逝世） - 鄧翔宇（湖北省第1選區，1989年7月13日逝世） - 胡秋原（湖北省第2選區，2004年5月24日逝世） - 楊一如（湖北省第5選區，1988年10月17日逝世） - 崔學禮（湖北省第5選區，1981年8月23日任內逝世） - 羅貢華（湖北省第6選區，1990年7月28日逝世） - 葉琹（湖北省婦女，2015年10月12日逝世） - 周敏（湖北省婦女，1990年9月14日逝世） - 艾時（湖北省第1選區，遞補，1992年4月1日逝世） - 陶希聖（湖北省第2選區，遞補，1988年6月27日逝世） - 朱如松（湖南省第1選區） - 韓中石（湖南省第1選區，1984年6月22日逝世） - 余文傑（湖南省第1選區，1995年10月4日逝世） - 白瑜（湖南省第2選區，1989年7月7日逝世） - 駱啟蓮（湖南省第4選區，1999年4月26日逝世） - 蔣肇周（湖南省第4選區，1984年8月4日逝世） - 蕭贊育（湖南省第5選區，1993年6月15日逝世） - 莫萱元（湖南省第5選區，1999年2月18日逝世） - 周天賢（湖南省第6選區，1989年8月17日逝世） - 伍家宥（湖南省第6選區，1983年2月7日任內逝世） - 唐國楨（湖南省婦女） - 黃振華（湖南省婦女，1992年12月21日逝世） - 趙家焯（湖南省第2選區，遞補，1982年8月23日逝世） - 朱有為（湖南省第3選區，遞補，1983年12月1日任內逝世） - 李天民（四川省第1選區，1993年6月24日逝世） - 李琢仁（四川省第1選區） - 趙惠謨（四川省第1選區，1988年2月23日逝世） - 梅恕曾（四川省第1選區，1982年10月20日任內逝世） - 李公權（四川省第2選區，1992年8月2日逝世）（青） - 徐中齊（四川省第4選區，1983年1月23日任內逝世） - 余富庠（四川省第4選區，2000年12月16日逝世） - 謝星曲（四川省第6選區，1989年7月2日逝世） - 吳幹（四川省第8選區，1990年6月22日逝世） - 趙巨旭（四川省第8選區，1990年12月4日逝世） - 彭善承（四川省第10選區，2004年逝世） - 王純碧（四川省婦女，1981年7月25日任內逝世） - 許大川（四川省第6選區，遞補，1983年6月25日任內逝世） - 王子野（四川省第9選區，遞補，1982年5月16日任內逝世） - 吳延環（河北省第1選區，1998年2月9日逝世） - 張興周（河北省第2選區） - 李荷（河北省第3選區，1998年12月13日逝世） - 侯紹文（河北省第3選區，1992年10月2日逝世） - 張翰書（河北省第3選區，2003年5月3日逝世） - 張希之（河北省第4選區，1992年1月21日逝世） - 吉佑民（河北省第4選區，1991年10月22日逝世） - 張光濤（河北省第4選區） - 馬煥文（河北省第4選區，1985年4月26日逝世） - 陳紀瀅（河北省第4選區，1997年5月22日逝世） - 韓振聲（河北省農民區，1985年10月25日逝世） - 王耀漳（河北省第5選區） - 王述先（河北省第1選區，遞補） - 王化民（河北省婦女團體，遞補，1986年1月22日逝世） - 宋憲亭（山東省第1選區，1990年7月16日逝世） - 趙公魯（山東省第1選區，1994年7月4日逝世） - 劉效義（山東省第2選區，1996年6月4日逝世） - 閻實甫（山東省第2選區） - 劉階平（山東省第3選區，1992年3月5日逝世）（無） - 王仲裕（山東省第3選區，1981年4月1日任內逝世） - 畢圃仙（山東省第3選區，1996年1月26日逝世） - 劉振東（山東省第4選區，1987年6月21日逝世） - 牟尚齋（山東省第4選區，1987年3月36日逝世） - 潘維芳（山東省第5選區） - 心澄（山東省第6選區） - 龔舜衡（山東省第6選區，1983年7月29日任內逝世） - 李文齋（山東省第7選區，1988年2月15日逝世） - 臧元駿（山東省第7選區，1993年8月4日逝世） - 宋梅村（山東省第7選區，2002年11月11日逝世） - 楊寶琳（山東省婦女，1993年7月2日逝世） - 田誼民（山東省第5選區，遞補） - 王竹咸（山西省第1選區） - 孫慧西（山西省第1選區） （無） - 武誓彭（山西省第1選區） - （山西省第2選區，1983年12月12日任內逝世） - 張子揚（山西省第2選區） - 鄧勵豪（山西省第2選區） - 解子清（山西省第3選區） - 馬濟霖（山西省第1選區，遞補） - 朱點（山西省第2選區，遞補） - 傅晉媛（山西省婦女職業團體，遞補） - 胡長怡（河南省第1選區） - 段劍岷（河南省第1選區） - 周樹聲（河南省第1選區） - 史宗周（河南省第1選區） - 張金鑑（河南省第2選區） - 杜希夷（河南省第2選區） - 張雨生（河南省第3選區） - 蕭灑（河南省第3選區，1981年4月23日任內逝世） - 李雅仙（河南省第4選區，1991年8月2日逝世） - 周南（河南省第5選區） - 李定（河南省第5選區，1996年8月3日逝世） - 王汝泮（河南省第5選區） - 劉錫五（河南省第6選區） - 張廣仁（河南省婦女） - 傅岩（河南省婦女） - 李宏基（河南省第2選區，遞補，1983年5月8日任內逝世） - 張其彭（河南省第4選區，遞補） - 潘廉方（陝西省第1選區，1985年1月4日逝世） - 陳顧遠（陝西省第1選區，1981年9月18日任內逝世） - 魏惜言（陝西省第1選區，遞補，1986年9月13日逝世） - 營爾斌（陝西省第3選區，遞補，1981年10月29日任內逝世） - 劉友琛（甘肅省第4選區） - 魏佩蘭（甘肅省婦女） - 趙珮（青海省選區） - 丑輝瑛（青海省選區） - 林炳康（福建省第1選區，1996年5月7日逝世） - 黃哲真（福建省第3選區） - 吳春晴（福建省第3選區） - 丘漢平（福建省第4選區） - 劉我英（福建省婦女） - 林可璣（福建省第1選區，遞補，1996年2月12日逝世）（青） - 劉明朝（臺灣省選區） - 黃國書（臺灣省選區） - 郭天乙（臺灣省選區） - 林慎（臺灣省選區） - 高廷梓（廣東省第1選區） - 任國榮（廣東省第2選區） - 潘衍興（廣東省第2選區） - 陳紹賢（廣東省第3選區） - 劉平（廣東省第4選區） - 陸宗騏（廣東省第6選區，1988年5月20日逝世） - 黃玉明（廣東省第6選區） - 韓漢藩（廣東省第7選區）（無） - 劉崇齡（廣東省第1選區，遞補） - 陳祖貽（廣東省第2選區，遞補） - 陳素（廣東省第3選區，遞補，1981年9月21日任內逝世） - 沈之敬（廣東省第3選區，遞補，1996年10月6日逝世） - 張希哲（廣東省第5選區，遞補） - 何適（廣東省第5選區，遞補，1996年9月25日逝世） | - 韋永成（廣西省第1選區） - 蘇汝洤（廣西省第2選區）（青） - 陳壽民（廣西省第3選區，遞補） - 裴存藩（雲南省第1選區） - 陶鎔（雲南省第2選區） - 孫秉權（雲南省第2選區） - 蔣公亮（雲南省第3選區） - 羅衡（雲南省婦女） - 宋述樵（貴州省第1選區） - 商文立（貴州省第1選區，1983年12月22日任內逝世） - 石九齡（遼寧省選區） - 齊世英（遼寧省選區） - 莫寒竹（遼寧省選區，1991年7月7日逝世） - 費希平（遼寧省選區）（无） - 董正之（遼寧省選區） - 李繼武（遼寧省選區） - 周慕文（遼寧省選區） - 關大成（安東省選區） - 包一民（安東省選區，1993年3月11日逝世） - 董微（安東省選區）（青） - 劉贊周（遼北省選區） - 梁肅戎（遼北省選區） - 高語和（遼北省選區） - 富靜岩（遼北省選區，1995年5月24日逝世） - 韓玉符（吉林省選區，1983年8月8日任內逝世） - 程烈（吉林省選區，1994年8月7日逝世） - 董其政（松江省選區） - 王寒生（松江省選區） - 劉明侯（合江省選區） - 解文超（合江省選區） - 王漢倬（黑龍江省選區） - 郭德權（黑龍江省選區） - 吳越潮（嫩江省選區，1987年5月4日逝世） - 楊致煥（嫩江省選區，1982年2月13日任內逝世） - 劉全忠（嫩江省選區） - 王兆民（嫩江省選區） - 趙憲文（興安省選區） - 盧宗濂（興安省選區） - 房殿華（興安省選區，1995年1月26日逝世） - 王孝華（興安省選區，2005年3月11日逝世） - 趙自齊（熱河省選區） - 成蓬一（熱河省選區） - 張大田（熱河省選區） - 李慧民（熱河省選區） - 劉仲平（熱河省選區，遞補） - 張季春（察哈爾省選區） - 賈維榘（察哈爾省選區） - 李秀芬（察哈爾省選區） - 莫淡雲（綏遠省選區，2012年3月5日逝世） - 程福剛（寧夏省選區，1986年11月19日逝世） - 張明經（寧夏省選區） - 胡鈍俞（南京市選區） - 黃通（南京市選區） - 王新衡（上海市選區） - 馬樹禮（上海市選區） - 錢劍秋（上海市選區，遞補） - 吳鑄人（北平市選區） - 成舍我（北平市選區）（無） - 唐嗣堯（北平市選區） - 王靄芬（北平市選區） - 劉秋芳（北平市選區，遞補） - 郭紫峻（天津市選區） - 溫士源（天津市選區） - 李曜林（天津市選區） - 戰慶輝（青島市選區）（無） - 張曉古（青島市選區，遞補） - 穆超（大連市選區） - 汪漁洋（大連市選區，2009年6月1日逝世） - 侯庭督（大連市選區） - 邢淑孍（大連市選區） - 譚學融（哈爾濱市選區，2006年1月11日逝世） - （哈爾濱市選區） - 伍根華（廣州市選區，遞補） - 袁良驊（廣州市選區，遞補，1981年9月26日任內逝世） - 郎維漢（漢口市選區，1981年4月14日任內逝世） - 費俠（漢口市選區，1995年7月23日逝世） - 黃煥如（漢口市選區，遞補） - 劉廣瑛（瀋陽市選區） - 王常裕（瀋陽市選區） - 胡賡年（瀋陽市選區） - 金紹賢（瀋陽市選區）（民） - 楊大乾（西安市選區） - 趙文藝（西安市選區，2014年1月1日逝世）（遞補） - 德古來（蒙古呼倫貝爾布特哈部選區，1995年逝世） - 許占魁（依克明安特別旗選區） - 金養浩（哲里木盟選區，2001年8月25日逝世） - 白大誠（哲里木盟選區，1983年7月25日任內逝世） - 吳雲鵬（昭烏達盟選區，1994年3月27日逝世） - 榮照（土默特旗選區） - 杭嘉驤（綏東四旗選區，1998年4月23日逝世）（無） - 達穆林旺楚克（阿拉善特別旗選區） - 黃雲煥（廣西邊疆民族） - 石宏規（湖南邊疆民族，1982年6月17日任內逝世） - 潘朝英（僑民第1選區，美國） - 李繼淵（僑民第3選區，中南美洲） - 馮正忠（僑民第15選區，非洲） - 周庭和（僑民第14選區，歐洲，遞補） |

## 增選立委名單
以下為1969年第1屆增選立法委員選舉所選出仍於1982年2月任職名單

| 區域立委 臺北市 張燦堂 （臺北市選區） 黃信介 （臺北市選區，1999年11月30日逝世） 臺灣省 第一選區 劉闊才 （臺灣省第1選區，1993年5月21日逝世） 李儒聰 （臺灣省第1選區，2006年10月26日逝世） 劉金約 （臺灣省第1選區，2002年逝世） | - 吳基福（臺灣省第2選區，1985年2月1日逝世） - 黃宗焜（臺灣省第2選區，1997年逝世） - 梁許春菊（臺灣省第2選區，1997年5月26日逝世） |

## 增額立委名單
| 區域、山胞及職業團體立委 台北市 李志鵬 黃聯富 周文勇 林鈺祥 雷渝齊 紀政 黃天福 康寧祥 高雄市 于樹潔 方啟榮 王清波 張榮顯 蘇秋鎮 台灣省 第一選區（ 北 基 宜 ） 蔡讚雄 林坤鐘 周大業 周書府 吳梓 蔡勝邦 鄭余鎮 黃煌雄 台灣省 第二選區（ 桃 竹 苗 ） 溫錦蘭 呂學儀 劉碧良 李天仁 古胡玉美 張德銘 台灣省 第三選區（ 中 中 彰 投 ） 洪昭男 劉松藩 林庚申 謝生富 周基順 沈世雄 林炳森 許張愛簾 許榮淑 台灣省 第四選區（ 雲 嘉 南 南 ） 郭俊次 游榮茂 蕭天讚 李宗仁 林聯輝 洪玉欽 黃正安 許哲男 第五選區（ 高 屏 澎 ） 王金平 黃河清 鍾榮吉 李明相 黃余綉鸞 第六選區（ 花 、 東 ） 郭榮宗 饒穎奇 福建省 （ 金 、 馬 ） 吳金贊 | - 林通宏 - 華愛 - 陳瑞斌 - 蔡友土 - 蘇火燈 - 蕭瑞徵 - 林榮國 - 黃澤青 - 陳錫淇 - 謝深山 - 李友吉 - 楊登洲 - 許勝發 - 黃志達 - 黃綿綿 - 蔡萬才 - 賴晚鐘 - 譚鳴皋 |